# ترایمف اینترنشنال
ترایمف اینترنشنال (انگلیسی: Triumph International) شرکت پوشاک سوئیسی است که در سال ۱۸۸۶ تأسیس شد.